# Zeta Andromedae
Zeta Andromedae (ζ And) – jedna z jaśniejszych gwiazd w gwiazdozbiorze Andromedy, odległa ok. 181 lat świetlnych od Słońca. Stanowi układ podwójny.

## Nazwa
Nazwa własna gwiazdy, Shimu, pochodzi od chiń. 天豕目; pinyin Tiānshǐmù, oznaczającego „oko niebiańskiej świni”. To najstarsza nazwa tej gwiazdy, w późniejszym okresie dla Chińczyków gwiazdy w tym obszarze tworzyły konstelację Nóg. Międzynarodowa Unia Astronomiczna w 2025 formalnie zatwierdziła użycie nazwy Shimu dla określenia tej gwiazdy.

## Właściwości fizyczne
Jest to gwiazda spektroskopowo podwójna zaćmieniowa.
Zeta Andromedae A to jasny olbrzym o typie widmowym K1 IIe. Jego jasność absolutna wynosi +0,35m, a wizualna 4,08m.
Zeta Andromedae B jest mniejszym i ciemniejszym składnikiem tego układu. Płaszczyzna orbity obydwu gwiazd jest tak nachylona względem Słońca, że można obserwować zmiany jasności, które powodowane są zasłanianiem jednej gwiazdy przez drugą.
Zeta Andromedae zaliczana jest do gwiazd zmiennych typu RS Canum Venaticorum lub β Lyrae. Wahania jasności zawierają się w przedziale +3,92m do +4,14m i okresie 17,77 dni. Okres orbitalny dla tego układu to również 17,77 dni.